# Сельсо Ортіс
Сельсо Ортіс (ісп. Celso Ortiz, нар. 26 січня 1989, Асунсьйон) — парагвайський футболіст, півзахисник клубу «Монтеррей».
Виступав, зокрема, за клуби «Серро Портеньйо» та АЗ, а також національну збірну Парагваю.
Володар Кубка Нідерландів. 

## Клубна кар'єра
Народився 26 січня 1989 року в місті Асунсьйон. Вихованець футбольної школи клубу «Серро Портеньйо». Дорослу футбольну кар'єру розпочав 2007 року в основній команді того ж клубу, в якій провів два сезони, взявши участь у 35 матчах чемпіонату. 
Своєю грою за цю команду привернув увагу представників тренерського штабу клубу АЗ, до складу якого приєднався 2010 року. Відіграв за команду з Алкмара наступні шість сезонів своєї ігрової кар'єри.
До складу клубу «Монтеррей» приєднався 2016 року. Відтоді встиг відіграти за команду з Монтеррея 93 матчі в національному чемпіонаті.

## Виступи за збірні
Протягом 2007–2009 років залучався до складу молодіжної збірної Парагваю. На молодіжному рівні зіграв у 15 офіційних матчах, забив 2 голи.
2010 року дебютував в офіційних матчах у складі національної збірної Парагваю. Наразі провів у формі головної команди країни 20 матчів.
У складі збірної був учасником Кубка Америки 2016 року в США.

## Статистика виступів

### Статистика клубних виступів
| Команда                    | Ліга                     | Сезон             | Чемпіонат | Чемпіонат | Національний кубок | Національний кубок | Континентальні кубки | Континентальні кубки | Усього | Усього |
| Команда                    | Ліга                     | Сезон             | Ігор      | Голів     | Ігор               | Голів              | Ігор                 | Голів                | Ігор   | Голів  |
| -------------------------- | ------------------------ | ----------------- | --------- | --------- | ------------------ | ------------------ | -------------------- | -------------------- | ------ | ------ |
| «Серро Портеньйо» Парагвай |                          |                   |           |           |                    |                    |                      |                      |        |        |
| ПД                         | 2008                     | 12                | 2         | -         | -                  | -                  | -                    | 12                   | 2      |        |
| ПД                         | 2009                     | 23                | 3         | -         | -                  | 3                  | 0                    | 26                   | 3      |        |
| Усього «Серро Портеньйо»   | Усього «Серро Портеньйо» | 35                | 5         | 0         | 0                  | 3                  | 0                    | 38                   | 5      |        |
| АЗ Нідерланди              |                          |                   |           |           |                    |                    |                      |                      |        |        |
| Ер                         | 2009—10                  | 6                 | 0         | 0         | 0                  | 0                  | 0                    | 6                    | 0      |        |
| Ер                         | 2010—11                  | 13                | 1         | 1         | 0                  | 5                  | 0                    | 19                   | 1      |        |
| Ер                         | 2011—12                  | 4                 | 0         | 2         | 0                  | 7                  | 0                    | 13                   | 0      |        |
| Ер                         | 2012—13                  | 4                 | 0         | 0         | 0                  | 0                  | 0                    | 4                    | 0      |        |
| Ер                         | 2013—14                  | 31                | 1         | 3         | 0                  | 10                 | 1                    | 44                   | 2      |        |
| Ер                         | 2014—15                  | 24                | 0         | 3         | 0                  | 0                  | 0                    | 27                   | 0      |        |
| Ер                         | 2015—16                  | 18                | 0         | 2         | 0                  | 6                  | 0                    | 26                   | 0      |        |
| Усього АЗ                  | Усього АЗ                | 100               | 2         | 11        | 0                  | 28                 | 1                    | 139                  | 3      |        |
| Усього за кар'єру          | Усього за кар'єру        | Усього за кар'єру | 135       | 7         | 11                 | 0                  | 31                   | 1                    | 177    | 8      |

## Титули і досягнення
- Володар Кубка Нідерландів (1):

АЗ: 2012–13
- Чемпіон Мексики (1):

«Монтеррей»: 2019 А
- Володар Кубка Мексики (2):

«Монтеррей»: 2017 А, 2019-20
- Володар Ліги чемпіонів КОНКАКАФ (2):

«Монтеррей»: 2019, 2021